# Duma Boko
Duma Gideon Boko (* 31. prosince 1969) je botswanský politik a právník, od listopadu 2024 šestým prezidentem Botswany a od roku 2012 lídrem strany Umbrella for Democratic, v letech 2014 až 2019 zastával funkci lídra opozice.

## Životopis
Duma Boko se narodil ve městě Mahalapye. Jeho otec zemřel v roce 2004 a pracoval jako lektor v Madiba Brigades. Má sestru Emmy. V roce 1987 začal studovat práva na Botswanské univerzitě. Po ukončení studia v roce 1993 navštěvoval Harvard Law School, kde získal titul Master of Laws.
Po studiích se vrátil na Botswanskou univerzitu, kde až do roku 2003 vyučocal práva. V roce 2010 se stal lídrem Botswanské národní fronty (BNF). BNF se spojila s nově vzniklým Botswanským hnutím za demokracii (BMD), odštěpeným od Botswanské demokratické strany, a Botswanskou lidovou stranou a vytvořila Umbrella for Democratic Change. Někteří členové BNF byli ostře proti této koalici s tím, že by tím jejich strana zanikla. Na Boka a jeho ústřední výbor byly podány žaloby k Nejvyššímu soudu. Boko a BNF všechny soudní žaloby vyhráli.
Jako předseda aliance kandidoval ve všeobecných volbách v Botswaně v letech 2014 a 2019. Ve volbách v roce 2024 dovedl svou stranu k vítězství a 1. listopadu 2024 složil přísahu jako prezident Botswany.
Ve svém prvním projevu o stavu země v listopadu 2024 prohlásil, že jeho vláda bude usilovat o zvýšení investic do solární energie, léčebného konopí a technického konopí. Oznámil také spolupráci s Elonem Muskem na rozšíření cenově dostupného přístupu k internetu po celé zemi prostřednictvím služby Starlink.
V březnu 2025 se zúčastnil vypuštění první botswanské družice BOTSAT-1 do vesmíru. Start se uskutečnil ze zařízení společnosti SpaceX v Kalifornii v USA.